# Butch Reynolds
Harry Lee "Butch" Reynolds Jr. (Akron, 8 de junho de 1964) é um ex-velocista, ex-recordista mundial, campeão olímpico e multimedalhista mundial norte-americano.
Campeão olímpico dos 4x400 m em Seul 1988, tem seis medalhas — três de ouro — em campeonatos mundiais e uma de ouro em mundiais indoor. Seu recorde mundial dos 400 m rasos — 43s29 em 1988 — durou onze anos até ser quebrado por Michael Johnson em 1999. Em 1990 foi suspenso por dois anos por doping, após perder uma longa disputa judicial com a IAAF.
Sua primeira grande conquista internacional foi no Mundial de Roma 1987, quando conquistou o ouro no revezamento 4x400 m e o bronze nos 400 m. Em agosto de 1988, poucas semanas antes dos Jogos Olímpicos de Seul, quebrou o recorde mundial dos 400 m em Zurique, na Suíça, marca que permaneceria por onze anos. Em Seul, conquistou a medalha de prata nos 400 m e o ouro no revezamento 4x400 m, com Steve Lewis, Kevin Robinzine e Danny Everett.
Sem poder participar de competições entre 1990 e 1992, "Butch" voltou às pistas em 1993, com uma medalha de prata nos 400 m e uma de ouro no 4x400m  do Mundial de Stuttgart 1993 e outra de ouro no Mundial Indoor de Toronto, nos 400 metros. Em Gotemburgo 1995 foi novamente campeão mundial do 4x400 m junto com Michael Johnson, Quincy Watts e Andrew Valmon e conquistou mais uma prata atrás de Johnson. Em Atlanta 1996, sofreu uma lesão na coxa durante a semifinal dos 400 m e teve que se retirar da prova sem disputar a final.
"Butch" Reynolds encerrou a carreira em 1999 e criou uma fundação para crianças, a Butch Reynolds Care for Kids Foundation. Entre 2005 e 2008 foi o técnico de velocidade do time de futebol americano da Universidade Estadual de Ohio. Em 2014, voltou a trabalhar como técnico-assistente para a Ohio Dominican University em Columbus, Ohio.

## Doping e suspensão
Em 1990 Reynolds testou positivo num antidoping no Grand Prix de Atletismo de Monte Carlo e foi suspenso por dois anos por uso ilegal de drogas. Isto foi o começo de uma longa briga judicial, ao fim da qual a Suprema Corte dos Estados Unidos ordenou ao Comitê Olímpico dos Estados Unidos que permitisse a "Butch" participar da seletiva olímpica americana para Barcelona 1992, após achar que os procedimentos dos testes feitos eram falhos desde o início. Os testes mostravam a amostra "H6" como sendo positivas, enquanto a amostra de urina de Reynolds era "H5". O diretor do laboratório responsável, Jean-Pierre LaFarge, alegou na corte que, apesar das marcas erradas, o técnico responsável pelos testes lhe havia dito que a amostra positiva era a "H5". A "H6" inclusive havia sido separada marcada com um círculo em dois documentos diferentes.
Esta liminar da Suprema Corte colocou em conflito a lei e a equidade americanas com as regras do Comitê Olímpico Internacional e da Associação Internacional de Federações de Atletismo – IAAF, órgão máximo de regulação do esporte. A IAAF chegou a ameaçar suspender qualquer atleta que competisse contra "Butch". A seletiva americana dos 400 m foi adiada por quatro dias à espera de uma solução, até que a IAAF recuou. Reynolds, claramente afetado por todo o caso, terminou apenas em quinto lugar, ficando com uma vaga de substituto no revezamento 4x400 metros. A IAAF — responsável pelo teste considerado falho — então manteve a suspensão por dois anos, retroativo a 1990, impedindo-o de participar de Barcelona 1992.
No mesmo ano, Reynolds moveu e ganhou um processo por difamação contra a IAAF, que foi condenada a pagar-lhe 27,3 milhões de dólares em indenização moral. A entidade recusou-se a reconhecer o veredicto, por tratar-se de uma corte de Akron, Ohio, cidade natal do atleta, na qual não viu qualquer jurisdição sobre a organização e considerou-o inválido. Mais tarde um tribunal federal anulou a condenação alegando falta de jurisdição legal da corte de Akron para julgar o caso.